# Pfarrkirche Mureck

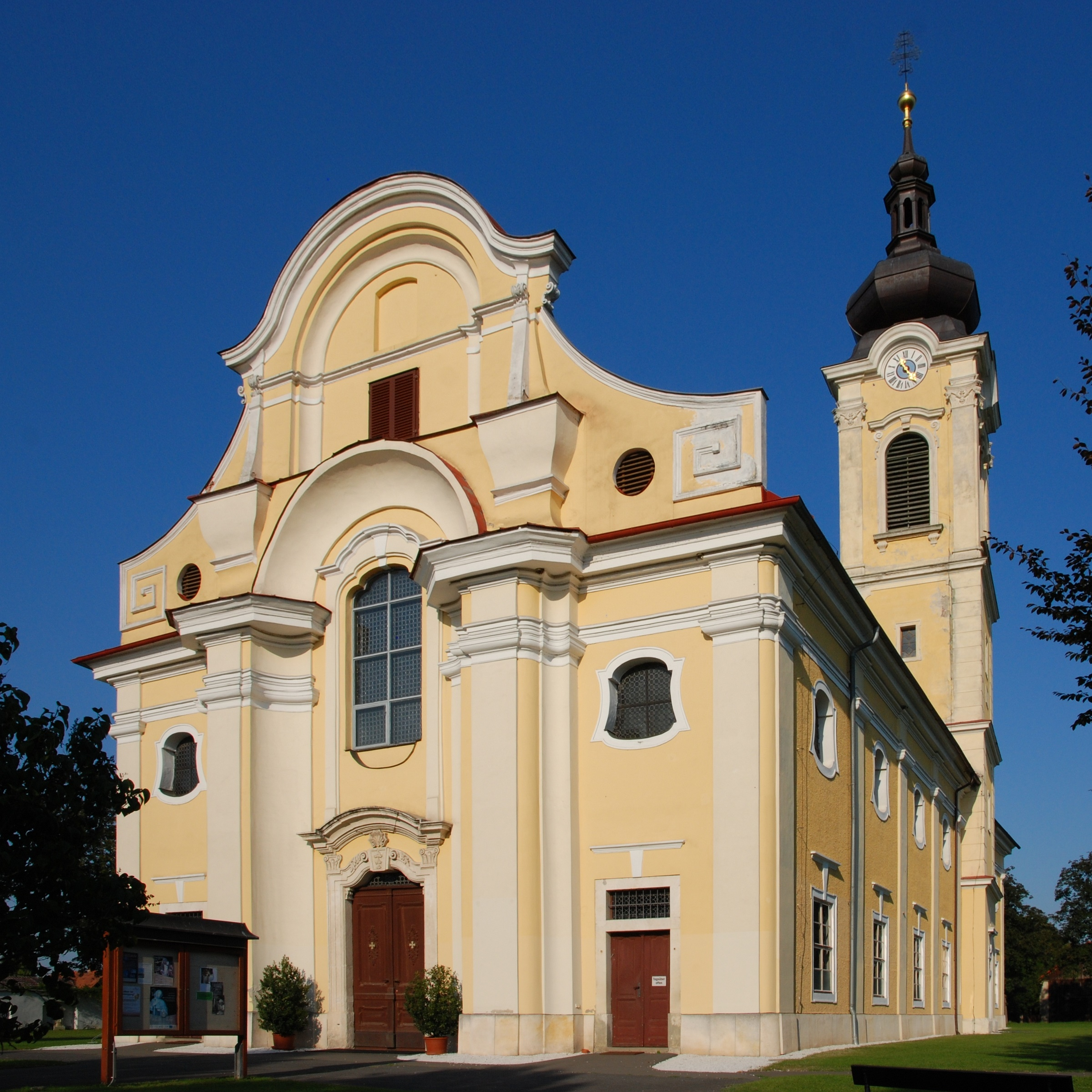
Pfarrkirche hl. Bartholomäus

Die römisch-katholische Pfarrkirche Mureck steht am nordwestlichen Ortsrand der Stadt Mureck in der Steiermark. Die Pfarrkirche hl. Bartholomäus gehört zum Dekanat Radkersburg in der Diözese Graz-Seckau. Die Kirche steht unter Denkmalschutz.

## Geschichte
Der untere Teil des Kirchturms zeigt die Jahresangabe 1519. Im 3. Viertel des 18. Jahrhunderts erfolgte ein Neubau. 1964/1965 erfolgte eine Innenrestaurierung, 1976 eine Außenrestaurierung.

## Architektur
Das fünfjochige Langhaus hat Wandpfeiler, zwischen denen Seitenkapellen mit Emporen angebaut sind. Über Doppelpilastern und einem kräftigen Gesims befindet sich ein tiefes Platzlgewölbe mit profilierten Gurten. Die Flachbogengesimse über den Emporenöffnungen haben eine stark rhythmische Wirkung. Der eingezogene dreijochige Chor weist im 1. und 3. Joch ovale Flachkuppeln auf.

## Ausstattung

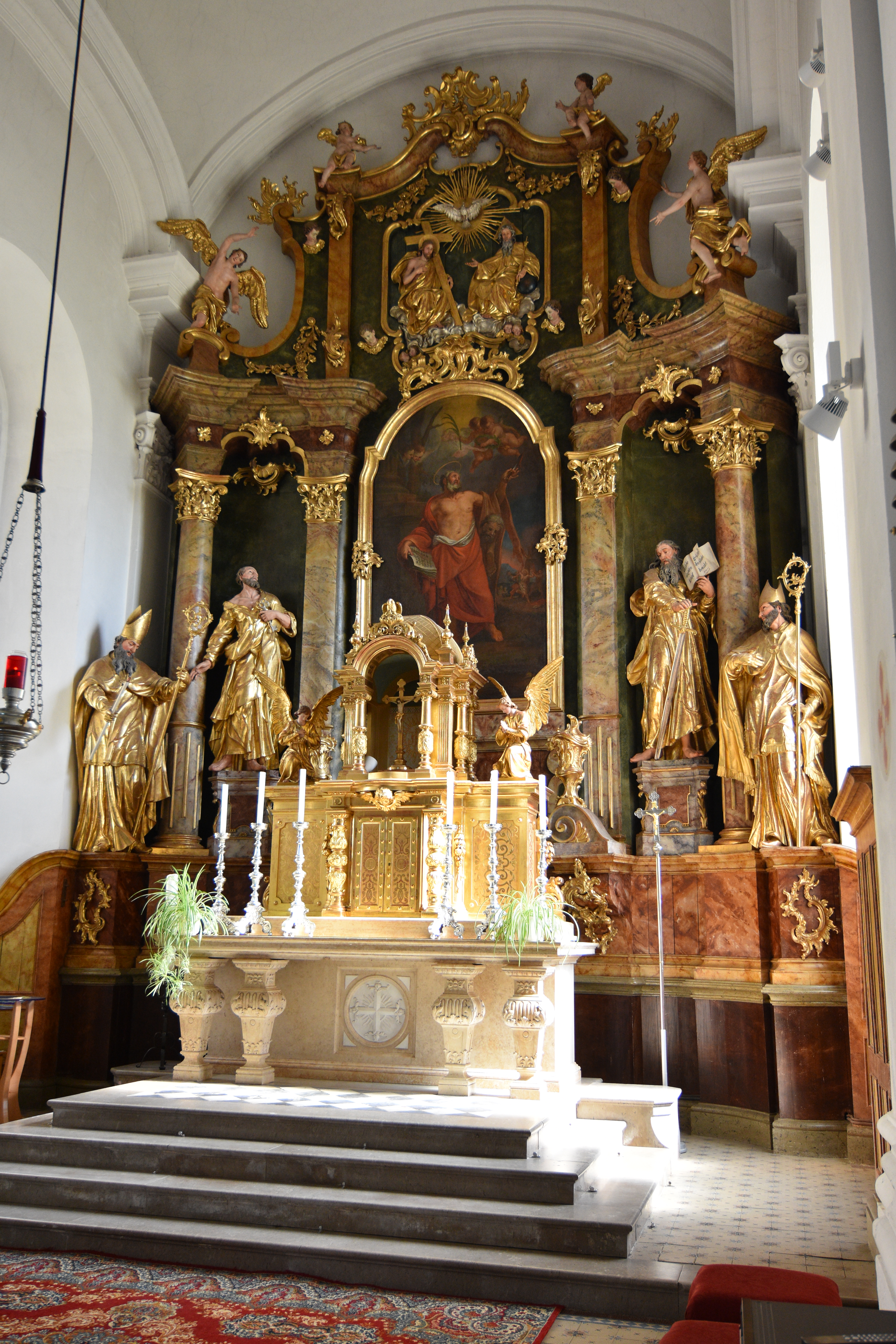
Der Hochaltar

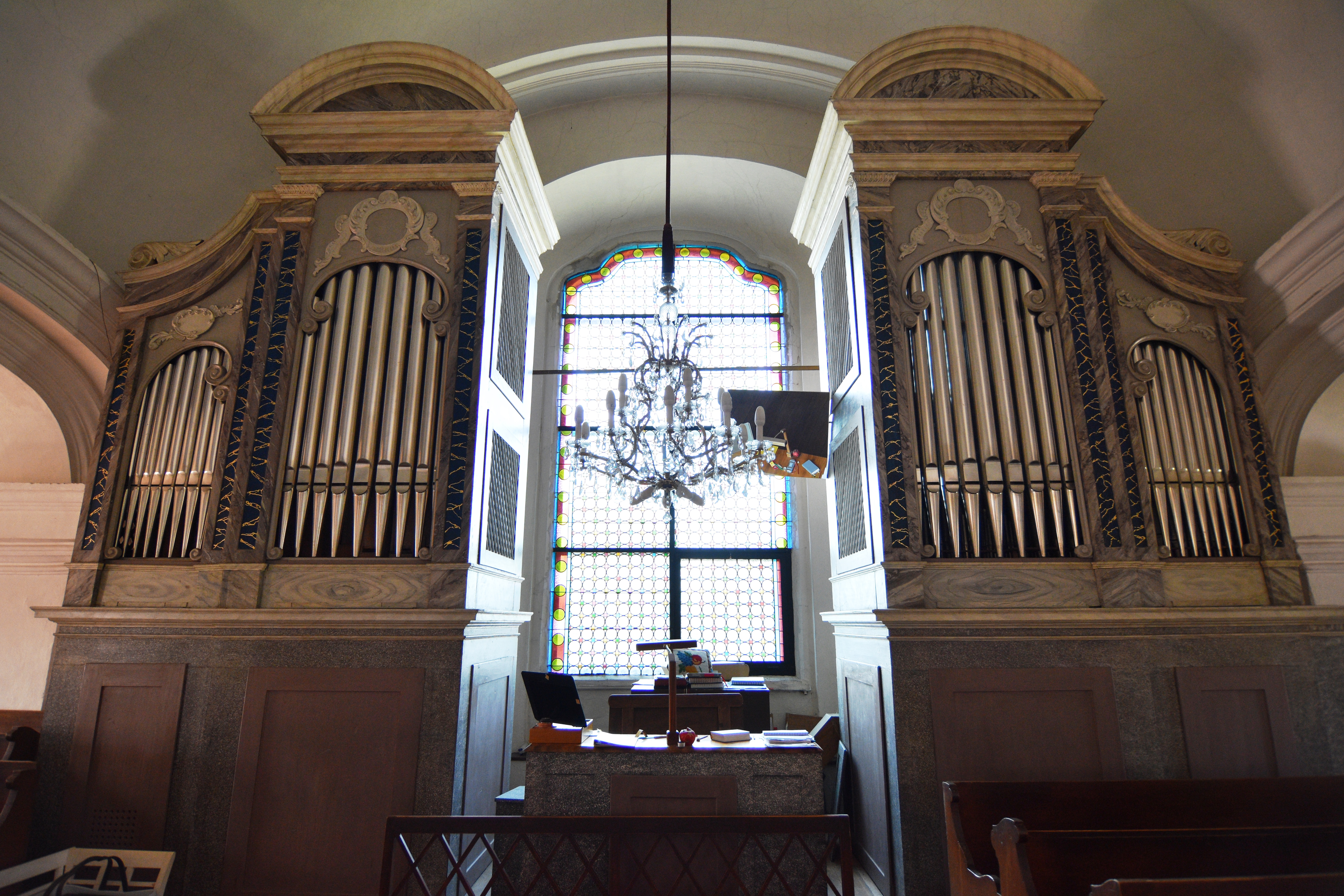
Die Orgel

Die Einrichtung der Kirche stammt aus der Bauzeit. Den Hochaltar mit den Figuren schuf nach 1767 der Bildhauer Philipp Jakob Straub, das Altarbild malte der Maler J. V. Hauckh (1713) und die Orgel baute 1852 Alois Hörbiger.